# Nerodima e Epërme
Nerodima e Epërme (albanska: Nerodima e Epërme, serbiska: Gornje Nerodimlje) är en by i Kosovo. Den ligger i kommunen Ferizaj. Enligt den senaste folkräkningen år 2011 fanns det 1 648 invånare.

## Demografi
| Demografi | 2011 |
| --------- | ---- |
| albaner   | 1638 |
| romer     | 7    |
| okänt     | 3    |